# اکسید لوتتیم (III)

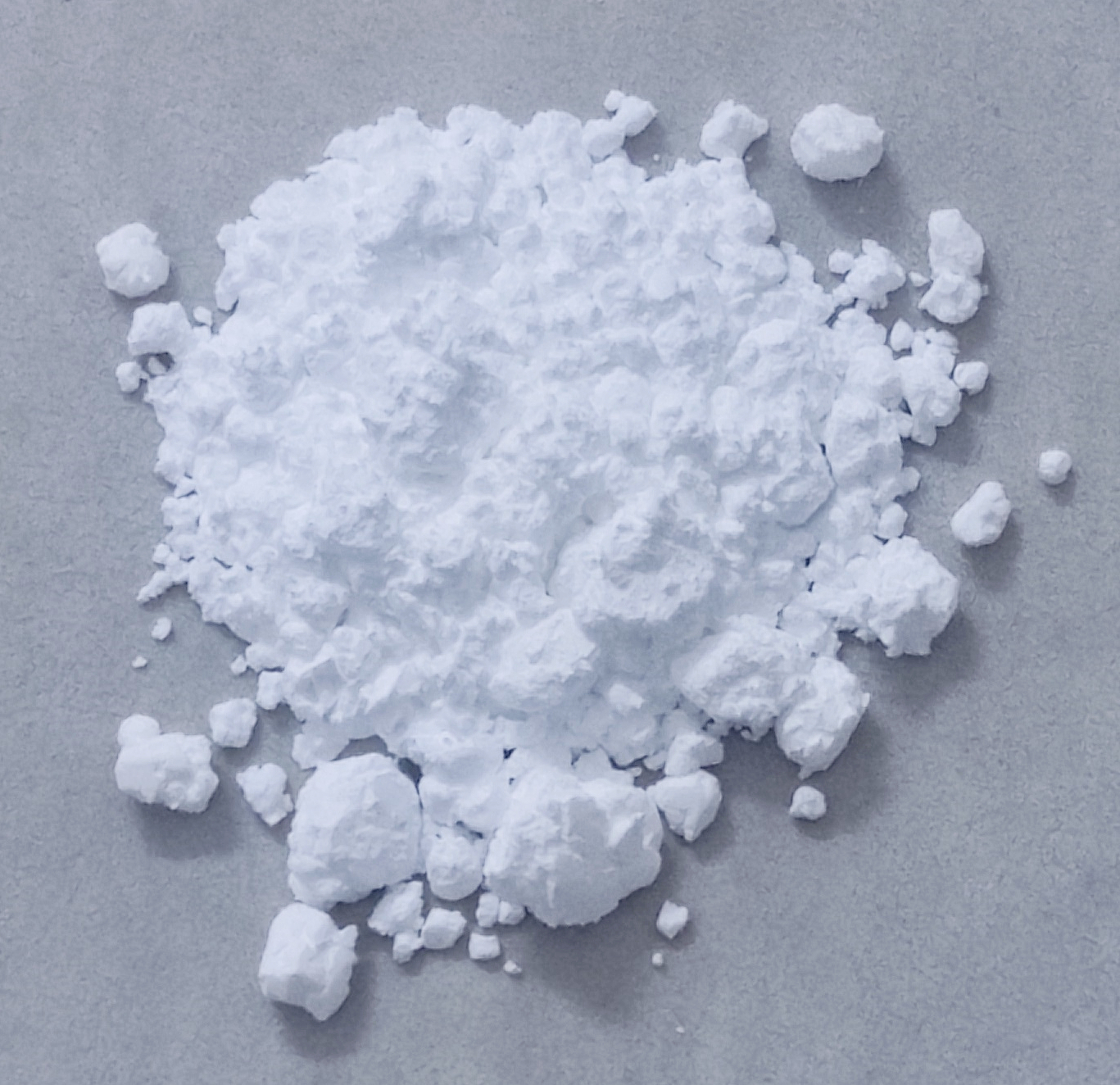
ظاهر لوتتیم(III)اکسید با خلوص ۹۹.۹۹۵%

اکسید لوتتیم(III) (به انگلیسی: Lutetium(III) oxide) با فرمول شیمیایی Lu۲O۳ یک ترکیب شیمیایی است. که جرم مولی آن ۳۹۷٫۹۳۲ g/mol می‌باشد.